# Acide isothiocyanique
L'acide isothiocyanique est un composé chimique de formule HNCS, correspondant à une structure H–N=C=S. Son tautomère, l'acide thiocyanique HSCN, de structure H–S–C≡N, est mieux connu. Il est également isomère de l'acide thiofulminique HCNS.
La molécule HNCS a été détectée dans le milieu interstellaire.
Sa base conjuguée est l'anion isothiocyanate, qui peut former des sels et des esters comme l'isothiocyanate d'allyle, soit de formule générale R–NCS, à distinguer des thiocyanates de formule R-SCN.